# Todd Barry
Todd Barry (New York, 26 maart 1964) is een Amerikaanse stand-upcomedian en acteur. Barry is bekend om zijn droge humor.

## Biografie
Barry werd geboren in The Bronx, maar bracht zijn jeugd door in Florida voordat hij in 1989 terugkeerde naar New York. Daar startte hij zijn carrière in stand-upcomedy. 
Voor zijn carrière als stand-upcomedian begon, speelde hij als drummer in de indie rockband The Chant.

## Filmografie

### Film
- Who's the Caboose? (1997)
- Tomorrow Night (1998)
- Los Enchiladas! (1999)
- Road Trip (2000)
- Pootie Tang (2001)
- Borrowing Saffron (2002)
- Beer League (2006)
- The Wrestler (2008)
- Pete Smalls Is Dead (2010)
- Vamps (2012)
- Wanderlust (2012)
- The Crowd Work Tour (2014)
- Spicy Honey (2017)
- Domestic Shorthair (2023)

### Televisie
- Aqua Teen Hunger Force - (drie afleveringen)
- Dr. Katz, Professional Therapist
- At Home with Amy Sedaris – als Handley
- Bored to Death – als Dale Woodley
- Flight of the Conchords – als Todd
- Wonder Showzen – als Barold T. Mosley
- Sesame Street
- Lucky Louie – als Todd
- Talkshow with Spike Feresten
- Chappelle's Show – als Paul
- The Larry Sanders Show – als Keith
- Spin City – als Doug
- Sex and the City
- Contest Searchlight
- Tough Crowd With Colin Quinn – als panelist
- Tom Goes to the Mayor – als Saul
- Space Ghost Coast to Coast
- Home Movies
- Lucy, the Daughter of the Devil – als Ethan
- The Sarah Silverman Program – als Nathan
- Louie
- Delocated
- Bob's Burgers
- Deadbeat – als Daniel L. Turner
- Master of None – als Todd

- Biblioteca Nacional de España: XX5397695
- International Standard Name Identifier: 0000 0000 4798 7667
- Library of Congress Control Number: no2005067941
- MusicBrainz: de09485c-4c33-434c-89e0-3303c9da1750
- Virtual International Authority File: 9580065
- WorldCat: E39PBJmtyGTRYhYkhp98tYgxjC